# Leonding
Leonding est une ville située dans le nord de l’Autriche. C'est la 15e plus grande ville du pays avec 28 967 habitants en 2022.

## Géographie
Située à l’ouest de Linz, la ville est limitrophe de Wilhering et de Pasching à l’ouest et de Traun au sud. Au nord, le Danube représente une frontière naturelle. Colonisée très tôt, la région autour de Leonding est peuplée depuis le Néolithique. La découverte de nombreux tombeaux l’atteste.

## Histoire
On suppose que le plus ancien poète connu de la « lyrique d’amour danubienne », Der von Kürenberg, a vécu dans la région de Linz (peut-être à Leonding) pendant le XIIe siècle.  
En 1800, le presbytère et plusieurs fermes sont assiégés par 1500 soldats français qui ont réquisitionné logement et produits alimentaires pendant une période de plusieurs mois. Après des luttes sanglantes, les troupes autrichiennes ont réussi à chasser les assiégeants. La « Franzosenstein » (pierre des Français) commémore cet épisode historique qui a coûté la vie à de nombreux soldats français.
Entre 1830 et 1832, l’archiduc Maximilien d’Este fit construire 32 tours de fortification autour de Linz afin de protéger la capitale de la Haute-Autriche. Neuf tours se trouvent sur le territoire de la ville de Leonding. Depuis 1999, une de ces tours abrite le musée municipal.
Leonding dispose d’un autre bâtiment d’intérêt historique : le Tirolerhof. Il s’agit de la ferme que l’Empereur Napoléon Ier, a assignée à la famille d’Andreas Hofer, combattant pour la liberté du Tyrol, après son exécution à Mantoue en 1810.
Un des habitants les plus connus de Leonding est le futur chancelier et führer allemand, Adolf Hitler, qui y habita de 1898 à 1905 avec ses parents Alois et Klara qui furent inhumés au cimetière de Leonding (tombe retirée en 2012 pour mettre fin aux pèlerinages).
C’est surtout grâce à ses entreprises industrielles comme « Ebner Industrieofenbau » (producteur de hauts fourneaux) et « Rosenbauer » (producteur de camions de pompiers) que la ville de Leonding est connue dans le monde entier.
Dans le domaine du sport, Leonding est connue pour son tournoi mondial annuel de judo à l’occasion duquel de nombreux champions olympiques se donnent rendez-vous.
Depuis quelques années - du fait de conditions climatiques douces - on y cultive la vigne. De ce fait, la ville de Leonding peut se vanter d’être la plus grande région vinicole de Haute-Autriche.

## Transport

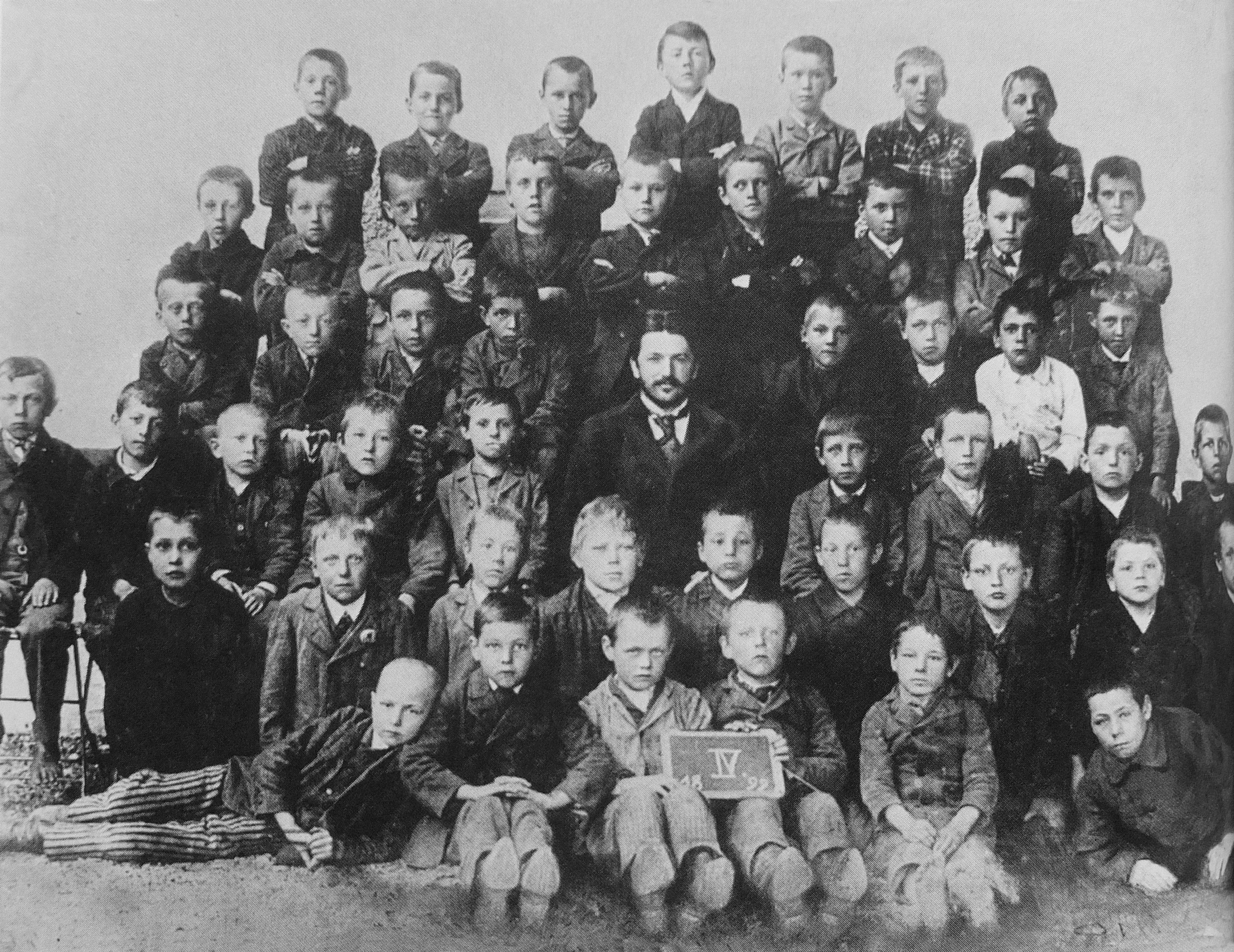
École de Leonding en 1899, au centre de la rangée supérieure, Adolf Hitler.

Avec un arrêt à la Western Railway et 6 arrêts de LILO (Leonding Lokalbahn, strass, Bergham, sorte de Dürr, Rufling, Rufling West), Leonding est sur le chemin de fer et est bien connecté. L'extension de la ligne de tram 3, Plateau qui conduit de la gare centrale jusqu'au terminus provisoire bois Daniels, a été ouverte en août 2011. À l'avenir, ils devraient aller jusqu'à Traun et de prolonger à nouveau à Nettingsdorf.
La ville est par ailleurs desservie par plusieurs lignes de bus de l'agglomération Linz (lignes 11, 15, 17, 19, 191 et 192).